# نیتن بدفورد فارست
نیتن بدفورد فارست (به انگلیسی: Nathan Bedford Forrest) (زادهٔ ۱۳ ژوئیه ۱۸۲۱ - درگذشته ۲۹ اکتبر ۱۸۷۷) یکی از برجسته‌ترین ژنرال‌های سواره نظام در ارتش جنوب در جریان جنگ داخلی آمریکا بود.

## زندگی
بدفورد فارست در ایالت تنسی، در خانواده ای تهیدست از تبار ایرلندی-اسکاتلندی، دیده به جهان گشود. او و خواهر دو قلویش بنام فَنی (Fanny)، نخستین اولاد خانواده بودند. این خانواده صاحب ۱۲ فرزند بود. فارست، خواهر و پدرش را به علت بیماری مخملک از دست می‌دهد و در ۱۷ سالگی، سرپرستی خانواده را بدوش می‌گیرد. در بیست سالگی با عموی خود (در ایالت میسیسیپی) شریک می‌شود. اما مدت زمانی نمی‌گذرد که آن شریک در یک زد و خورد و مشاجره (در ۱۸۴۵) توسط برادرانی به نام متلاک (Matlock) کشته می‌شود. فارست در پس انتقام برآمده، دو تن از برادران متلاک را با اسلحه بقتل می‌رساند و دو نفر دیگر را با ضربات چاقو زخمی می‌کند. بعدها، یکی از برادران مجروح شده، به سواره نظام فارست می‌پیوندد و در کنار او، علیه ارتش شمال می‌جنگد.
فارست، ۳ سال پیش از جنگ داخلی، به خرید و فروش احشام و املاک و داد و ستد برده پرداخته به مردی موفق و متمول تبدیل می‌شود - مردی که صاحب چندین کشتزار بزرگ پنبه در منطقهٔ غربی تنسی و شهر ممفیس بود. در این دوره به انجمن شهر انتخاب می‌شود و در کنار کمک مالی به مادرش، برادران خود را نیز به دانشگاه می‌فرستد. در آغاز جنگ، فارست یکی از ثروتمندترین شهروندان جنوب آمریکا بود. بر پایه ادعای خودش، ثروتی در حد یک و نیم میلیون دلار در اختیار داشت. (رقمی معادل ۴۰ میلیون دلار امروز). چه در شمال و چه در ارتش جنوب، فارست تنها سربازی بود که در پایین‌ترین درجه به ارتش پیوست و تدریجاً به مقام سپهبدی نائل شد.

## نبرد پادگان پیلو و عضویت در کوکلاس کلان
فارست، پس از پایان جنگ، بابت شرکت در جنگ پادگان پیلو (Fort Pillow) واقع در غرب ایالت تنسی، متهم می‌شود که سربازان سیاه‌پوست و دیگر افسران شمالی پادگان را پس از تسلیم شدن آنان، به قتل رسانده‌است. ژنرال شرمن، این اتهامات را پس از بررسی، مردود شناخته و به این نتیجه می‌رسد که فارست مرتکب خلاف سپاهیگری یا کشتار جمعی نشده‌است.
شرمن، در دوران جنگ گفته بود: «با هر هزینه و از هر طریقی که شده، فارست می‌باید کشته شود، حتی اگر به قیمت هلاک شدن ۱۰ هزار تن از سربازان ما و منجر به ورشکستگی خزانه ملی بشود.»«مت اتکینسون»، سر جنگلبان آمریکایی، در کنفرانسی که اخیراً در آن سخنرانی می‌کرد، تأکید می‌کند که هیچ فرمانی از سوی فارست یا افسران سوارکار زیر دست او، برای قتل‌عام نگهبانان قلعه پیلو صادر نشده بود.
مورخ و زندگی‌نامه‌نویس آمریکایی، «برایان استیل ویلز»، در مورد عضویت فارست در نهاد کو کلاکس کلان می‌نویسد:
گر چه تردیدی نیست که فارست از اعضای آن نهاد بوده، ولی نمی‌توان به یقین گفت که او در پست «استاد اعظم (Grand Wizard)» قرار داشته‌است.

پس از مدتی کوتاه، فارست فرمان یکم آن نهاد را به منظور انحلال و برچیده شدن کوکلاس کلان صادر می‌کند. در اواخر عمر، دیدگاه و منظر او نسبت به سیاهان، تغییری اساسی پیدا می‌کند. در راستای این تغییر، در ماه اوت ۱۸۷۴، فارست داوطلب می‌شود تا افرادی را که با خشونتی مستمر، سیاهان را مورد ظلم و تعدی قرار می‌دادند، ریشه کن و نابود کند. پس از دستگیر شدن قاتلانی که ۴ سیاه‌پوست را بدون محاکمه اعدام کرده بودند، فارست به فرماندار ایالت تنسی (سرلشکر سابق ارتش جنوب - جان سی. براون) نامه‌ای می‌نویسد و خود را نامزد می‌کند تا “ … این چپاولگران سفیدپوست را که بزدلانه به کشتار سیاهان برخاسته و مایه ننگ و بدنامی نژاد خود شده‌اند، نیست و نابود کند."

## آزاد کردن سربازان سیاه‌پوست

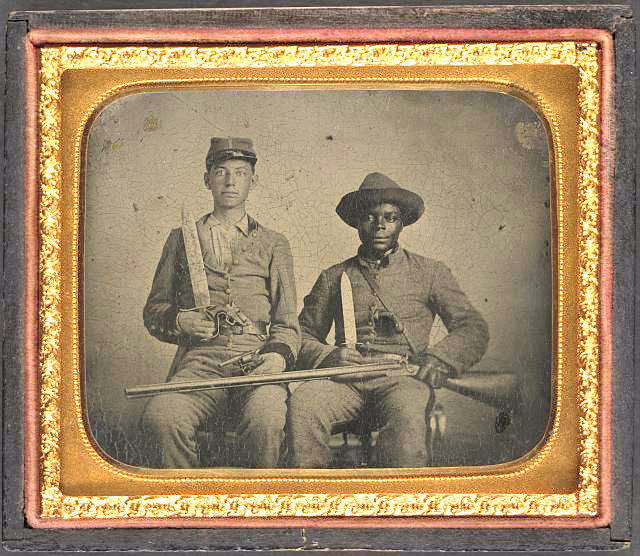
گروهبان چندلر، در کنار برده خود بنام سایلیس، هر دو در پیاده‌نظام ارتش جنوب، ایالت میسیسیپی

فارست در باب آزاد کردن بردگان خود، گفته بود:
به ۴۵ تن از سیاهپوستانی که در مزرعه من کار می‌کردند، توضیح دادم که مصمم هستم به ارتش جنوب بپیوندم. اگر به همراه من بیایید و ما در جنگ مغلوب شویم و شکست بخوریم، شما بهر حال آزاد خواهید شد. اما اگر ما پیروز شویم و برده داری کماکان ادامه پیدا کند، چنانچه تا پایان جنگ وفادار بمانید (و از میدان نبرد نگریزید)، تک تک شما را آزاد خواهم کرد…
هجده ماه قبل از پایان جنگ، متوجه شدم که ما شانسی برای پیروزی نداریم و در آن پیکار مغلوب خواهیم شد، لذا برگ آزادی آنها را صادر کرده و به دستشان سپردم…

## دعوت انجمن پرچم داران
ده سال پس از پایان جنگ برای استقلال ایالات جنوبی در آمریکا، در روز دو شنبه، پنجم ژوئیه ۱۸۷۵ میلادی، ژنرال فارست به «انجمن پرچم داران مستقل» (نهادی متشکل از سیاه پوستان آمریکایی که در پهنه کسب حقوق مساوی فعالیت می‌کردند) دعوت می‌شود. او مکنونات قلبی خود را که با پندارهای کو کلاکس کلان مغایرت داشت، بازگو کرد.

## ترجمه سخنرانی
فارست، در این سخنرانی، که واپسین گفتارش در پهنهٔ عمومی بود، دسته گلی را از جانب دختری سیاهپوست دریافت می‌کند. گونه آن دختر را می‌بوسد و آن را نمایانگر پایان کینه‌های نژادی قلمداد می‌کند. فارست سخنرانی خود را چنین آغاز کرد:
خانم‌ها و آقایان، من این دسته گل را نشانی از دوستی و آشتی میان سیاهان و سفید پوستان در ایالت‌های جنوبی تلقی می‌کنم. بیشتر از این جهت شادمان شدم که از سوی بانویی رنگین‌پوست به من هدیه شد چرا که در زیر این گنبد کبود و سرزمین خدا، احدی بیش از من شیفته و دلبستهٔ خانم‌ها نیست (خنده حضار). این روز برای من موجب سرافرازی است چرا که می‌دانم در طول دوازده سال گذشته، موقعیت و پیشینه من در میان نژاد شما، مورد سوء تفاهم واقع شده بود. این نخستین مجال و فرصتی است که نصیبم شده تا به صراحت بیان کنم که من دوست و خیر خواه شما هستم. من، در قالب نماینده‌ای از مردمان جنوب با شما سخن می‌گویم – نماینده ای که بیش از دیگران، مورد سعایت و بدگویی قرار گرفته‌است.

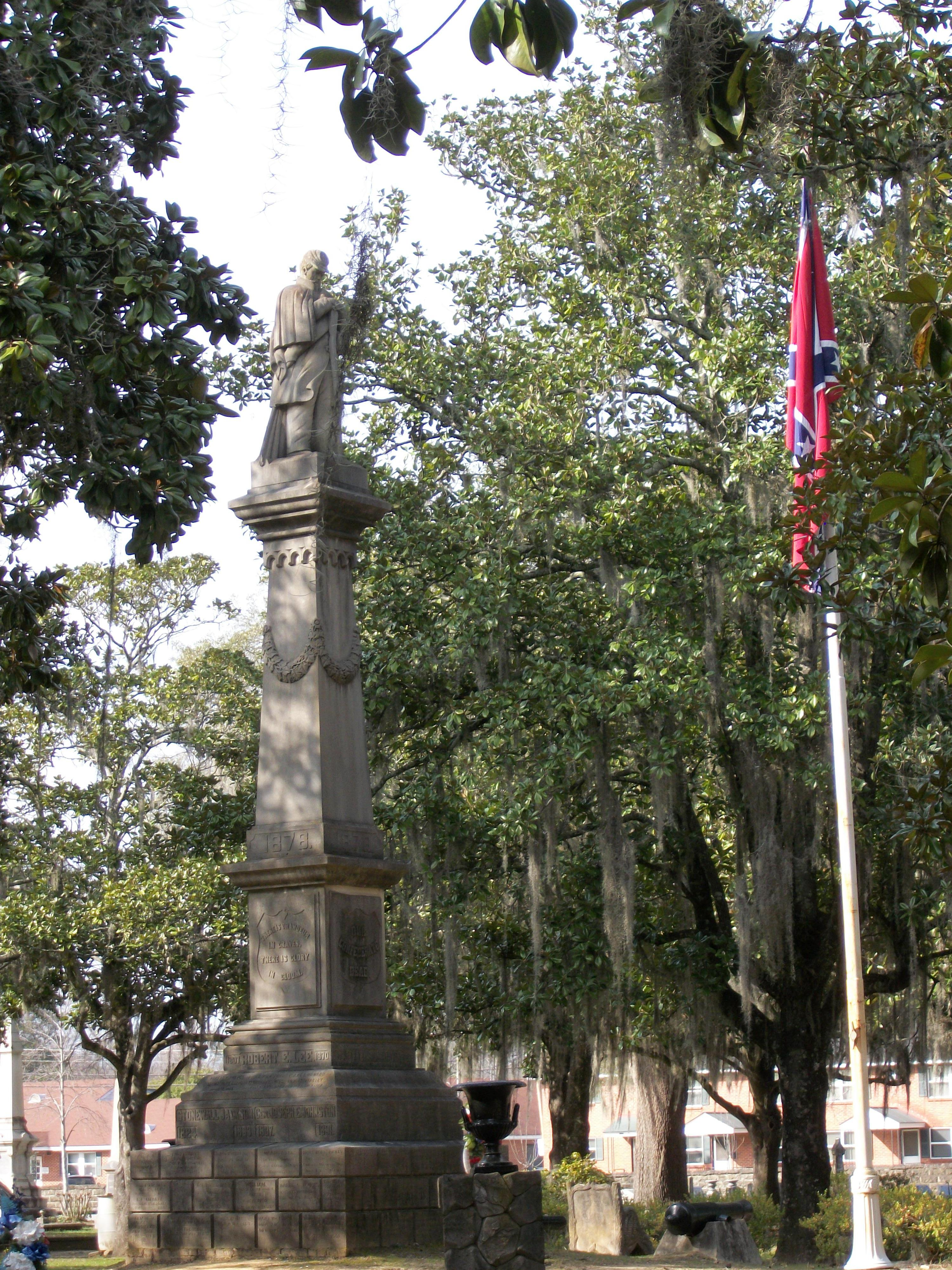
یادبود فارست، گورستان لایو اوک، شهر سلما (ایالت آلاباما)

بگذارید بی پرده بگویم که جز تعدادی انگشت شمار، همگی آنهایی که سلاح به دست گرفته و در زیر درفش جنوب جنگیدند، در رده و در شمار دوستداران شما هستند. امروز، فرصتی فراهم شده که بگویم همواره خیرخواه شما بوده‌ام و علائق شما، همان علائق من و سعادت من به سعادت شما پیوند خورده‌است. ما همگی زادهٔ خاکی مشترکیم و همان هوا را تنفس کرده و در یک سرزمین بسر می‌بریم. چرا نمی‌باید برادرانه زندگی کنیم؟
زمانی که جنگ آغاز شد، وظیفه خود دانستم که در کنار مردمانم باشم. هنگامی که آن تکلیف را بر دوش خود احساس کردم، از هیچ تلاشی نهراسیدم و چنین می‌پندارم که در آن پهنه، کوتاهی نکرده‌ام. علی‌رغم سرکوفت برخی از سفید پوستان و سرزنش آنان، به میان شما آمده‌ام. من بر این باورم که تلاش من، تأثیری بسزا دارد و می‌توانم ریسمان دوستی و مودت را استوار تر کرده، آنچه در توان دارم برای استقرار صلح و آشتی عرضه کنم. آرمان من، همواره ترفیع و یاری به دیگران بوده، نه تحقیر آنان (کف زدن حضار). مصمم هستم که موفقیت شما را در مقاماتی والا چون فعالیت در دفاتر حقوقی، فروشگاه‌ها و مزارع و هر کجایی که توان صعودش را دارید، ببینم.

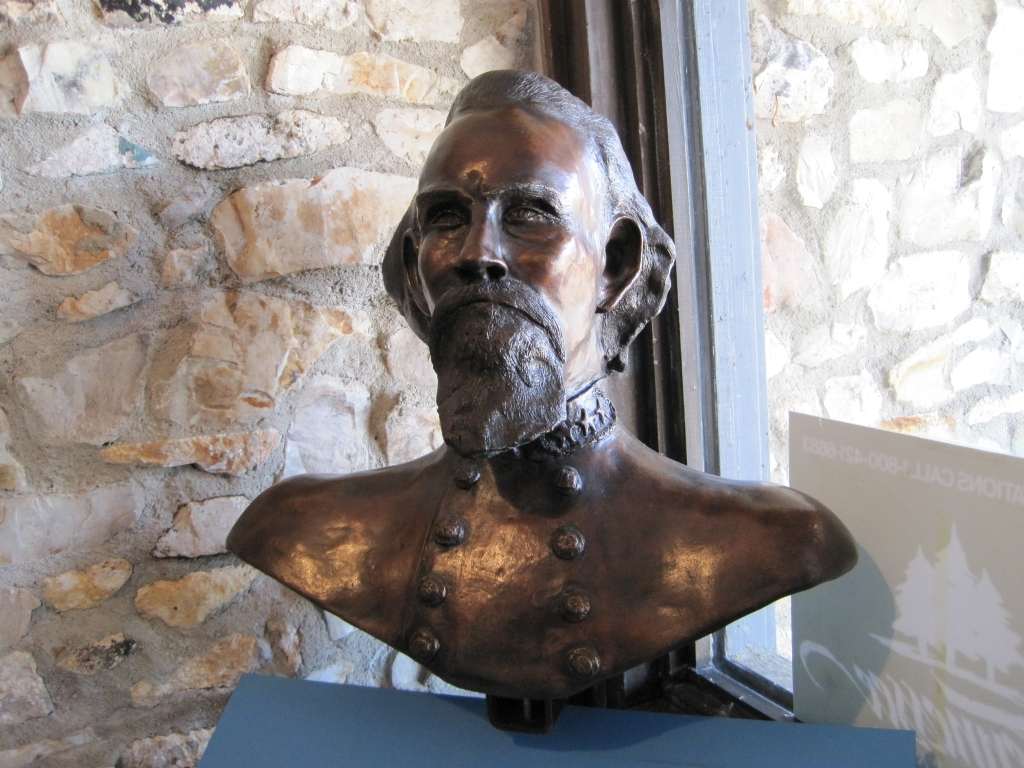
مجسمه فارست در پارک ایالتی – شهر کمدن، تنسی

دقت کرده‌اید که در گفتارم، به سیاست اشاره ای نکرده‌ام. رغبتی به آن پهنه ندارم. شما حق دارید به هر آنکس که مایلید رأی بدهید و او را به هر منصب و مقامی انتخاب کنید. نا گفتنی است، ولی زمانی که به شایسته‌ترین‌ها رأی بدهیم، به آزادی و آزادگی دست یافته‌ایم. امید دارم به آن فرد که در منظر و دیدگاه شما، راست کردار و بی‌آلایش است، رأی بدهید. قصد ندارم که با گفتاری طولانی از حوصلهٔ شما سوء استفاده کنم حتی اگر به این منظور مرا دعوت کرده باشید. من استعدادی در سخنوری ندارم و شغل و حرفه من، رخصت و فرصتی برایم باقی نگذاشته. به میان شما آمده‌ام تا دست دوستی را به سوی شما دراز کنم و شما را در میان سفید پوستان دیده و خوش آمد گفته باشم. در واقع، می‌خواهم به ما نزدیکتر شوید. می‌خواهم بدانید که اگر یاری و خدمتی از دست من ساخته باشد، دریغ نخواهم کرد. یک پرچم، یک درفش و یک سرزمین بیشتر نداریم! بیایید دوشادوش همدیگر بایستیم. رنگ پوست ما متفاوت است اما احساس و عواطفی مشترک داریم. در گزینش‌ها و رأی دادن‌ها، بهترین قضاوت خود را بکار بگیرید و آنهایی را که بی‌ریا و صادق می‌انگارید، انتخاب کنید.

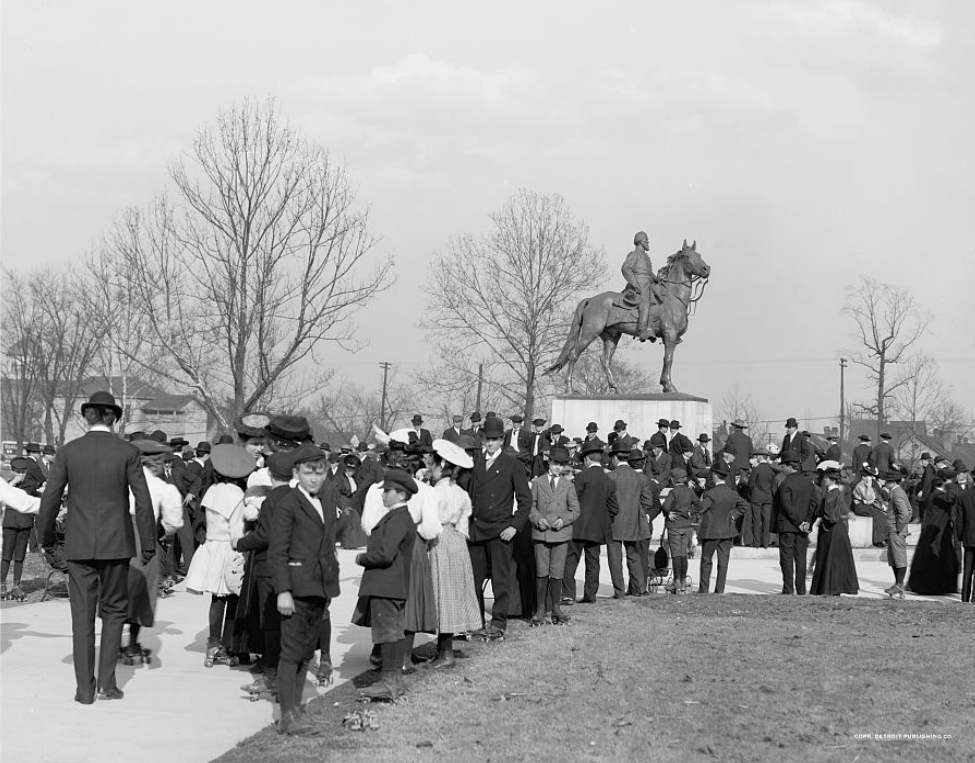
رول‌اسکیت - پارک فارست (ممفیس)، ۱۹۰۶ میلادی

شایعات بسیاری در مورد من پراکنده شده که هیچ‌کدام صحت ندارند. سفید پوستان و سیاهانی را که در همین جمع حضور دارند و در رکاب من جنگیدند، یه یاری می‌گیرم تا آن بدگویی‌ها را در باب من باطل کنند. همان زمان که در بحبوحهٔ جنگ بودم، سیاه پوستان مرا پناه و پناهگاه خود تلقی می‌کردند. من به دفعات خود را حائلی میان آن‌ها و گلوله‌های سربازان خود قرار دادم و تأکید کردم که می‌باید سیاهان را از گزند و آسیب بدور نگه داریم.

به شغل و پیشه روی بیاورید؛ سختکوش و پرکار باشید؛ صادق و بی‌ریا زندگی کنید و هر زمان مورد ظلم و تعدی قرار گرفتید، مرا یاور و منجی خود قلمداد کنید. خانم‌ها و آقایان، از شما سپاسگزارم که چنین فرصتی را برایم مهیا کردید تا در میان شما باشم - تا صمیمانه بگویم که من از هیچ کوششی برای بهروزی شما فروگذار نخواهم کرد چرا که در قلب من جای دارید (کف زدن حضار)

## مرگ

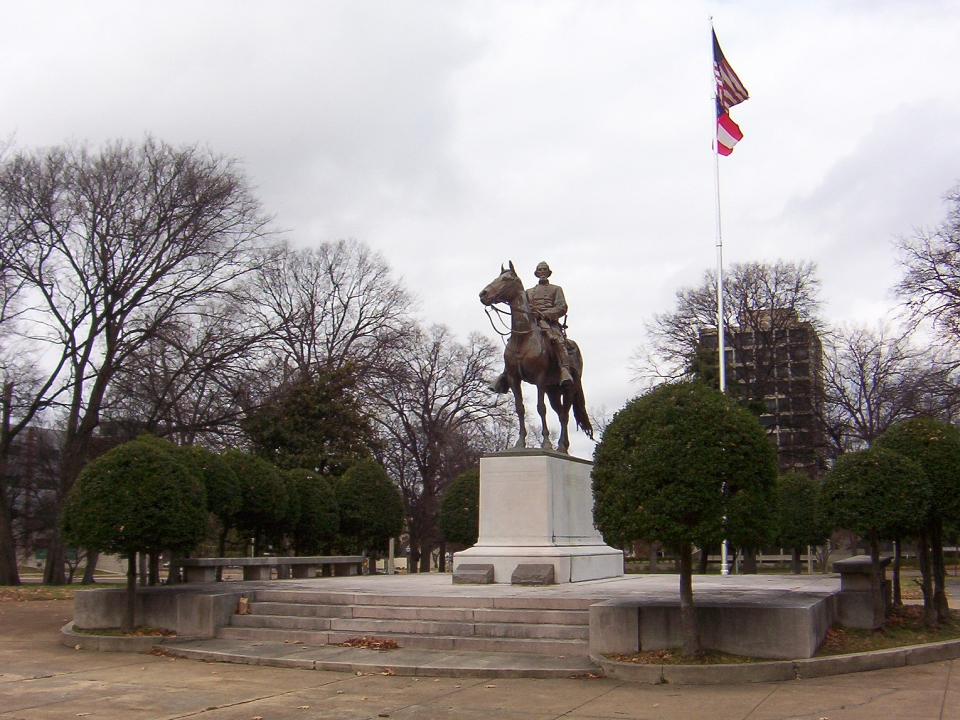
آرامگاه و پارک فارست در شهر ممفیس - تصویر سال ۲۰۰۸

در ۲۹ اکتبر ۱۸۷۷، ژنرال فارست، بر پایه نوشتار شِلبی فوت (مورخ آمریکایی)، به علت عوارض بیماری قند، در خانه برادرش در شهر ممفیس فوت می‌کند. در مجلس یادبود او، کشیش معروف ارتش جنوب، جرج تاکر استاین‌بک، چنین گفت:
سپهبد بدفورد فارست، گرچه دیده از جهان فروبست، هنوز در جمع ما سخن می‌گوید – کردار و رفتار او بر سینه و خاطره هزاران نفر نقش بسته و جاودانه شده…

روزنامه ممفیس دیلی، در شماره اول نوامبر ۱۸۷۷، می‌نویسد: «صدها نفر از مردمان سیاهپوست ممفیس در مراسم تشییع جنازه فارست شرکت کرده و در کنار تابوت فلزی وی که جداری نقره ای رنگ داشت، ادای احترام کردند. جفرسون دیویس در این مراسم حضور داشت و یکی از افرادی بود که تابوت فارست را حمل می‌کرد.»
فارست در گورستان اِلم وود (شهر ممفیس - ایالت تنسی به خاک سپرده شد. ۲۷ سال بعد، در ۱۹۰۴ میلادی، جسد ژنرال فارست و همسرش به نقطه دیگری در ممفیس منتقل و به یادبود وی، «پارک فارست» نام گذاری می‌شود. اخیراً این نام تغییر یافته و با فرنام «پارک علوم بهداشت» شناخته می‌شود. در هفتم ژوئیه ۲۰۱۵ میلادی، انجمن شهر ممفیس، به اتفاق آرا تصمیم می‌گیرند که جسد فارست و همسرش را از پارک منتقل کنند. کمیسیون اماکن تاریخی ایالت تنسی، مصوبهٔ انجمن شهر را با رجوع به قانون، وتو کرده و از این کار جلوگیری می‌کند.
در تاریخ بیستم دسامیر ۲۰۱۷، انجمن شهر ممفیس، «پارک علوم بهداشت» را به نهادی خصوصی به قیمت نازل هزار دلار می‌فروشد. آن نهاد (.Greenspace, Inc)، در ساعت ۳ بامداد، مجسمه فارست را از پارک برداشته و آن را به مکانی نامعلوم منتقل می‌کند.